# Салтанов, Александр Иосифович
Алекса́ндр Ио́сифович Салта́нов (9 июня 1938, Москва — 5 февраля 2016) — заведующий отделением анестезиологии и реанимации НИИ Детской онкологии и гематологии Российского онкологического научного центра имени Н. Н. Блохина, член-корреспондент РАН и РАМН, профессор. Основатель и бывший главный редактор журнала «Вестник интенсивной терапии».

## Биография
Родился в Москве 9 июня 1938 года.
В 1962 году окончил педиатрический факультет 2-го МОЛГМИ им. Н. И. Пирогова. По окончании института работал в Морозовской детской больнице города Москвы врачом-анестезиологом. Работал в ИЭИКО АМН СССР (ныне ФГБУ «РОНЦ им. Н. Н. Блохина» РАМН) в должности младшего научного сотрудника.
В 1969 году защитил кандидатскую, а в 1975 — докторскую диссертацию. Обе были посвящены анестезиологии и реанимации у детей, больных онкологическими заболеваниями. В 1976 году возглавил службу анестезиологии-реанимации в РОНЦ РАМН. По прошествии 6 лет возглавил отделение анестезиологии НИИ клинической онкологии РОНЦ РАМН. В НИИ детской онкологии и гематологии (НИИ ДОГ) ФГБУ «РОНЦ им. Н. Н. Блохина» РАМН он вернулся только спустя 16 лет и с тех пор являлся бессменным руководителем отделения анестезиологии и реанимации.
Член-корреспондент РАН с 2014 года.
Похоронен на Троекуровском кладбище.

## Научный вклад
А. И. Салтановым опубликовано 400 научных работ, из них 9 монографий и руководств, 18 глав в монографиях и руководствах. Под его руководством было защищено 30 диссертаций, из них 8 докторских.

## Общественная деятельность
- Главный редактор Национального руководства «Интенсивная терапия».
- Член Правления Федерации анестезиологии и реаниматологии РФ.
- Член ряда межведомственных Проблемных комиссий РАМН и МЗ РФ, в частности по новым лекарственным препаратам, применяемым в анестезиологии и реаниматологии Фармкомитета РФ — «Анестезиология и реаниматология» и «Детская онкология», а также комиссии МЗ РФ и РАМН по клиническому питанию.
- Член правления МНОАР.
- Член специализированных Учёных советов по защите диссертаций Института хирургии им. А. В. Вишневского и НИИ общей реаниматологии РАМН.
- Член объединённого Учёного совета ГУ «РОНЦ им. Н. Н. Блохина» и НИИ общей реаниматологии РАМН.
- Главный редактор журнала «Вестник интенсивной терапии», членом редколлегий журналов «Общая реаниматология», «Клиническая онкология и реаниматология», «Детская онкология», «Сопроводительная терапия».

## Награды и звания
- Почётная грамота ВАК РФ.
- Звание «Заслуженный деятель науки РФ» (2002).
- Знак «Отличник здравоохранения» (1978).
- Медаль «Ветеран труда».
- Медаль «К 850-летию Москвы».